# إيدا براندر
إيدا براندر (بالسويدية: Ida Brander) هي ممثلة سويدية، ولدت في 5 أكتوبر 1857 في ستوكهولم في السويد، وتوفيت في 17 مايو 1931 في هلسنكي في فنلندا.

## وصلات خارجية
- إيدا براندر على موقع IMDb (الإنجليزية)
- إيدا براندر على موقع قاعدة بيانات الأفلام السويدية (السويدية)
- إيدا براندر على موقع قاعدة بيانات الفيلم (الإنجليزية)